# Emilio Trivini
Emilio Trivini, italijanski veslač, * 5. april 1938, Dongo, † 27. avgust 2022.
Trivini je za Italijo nastopil na Poletnih olimpijskih igrah 1964 in 1968.
Na igrah v Tokiu leta 1964 je bil član italijanskega četverca s krmarjem, ki je tam osvojil srebrno medaljo. Štiri leta kasneje je spet nastopil v olimpijskem četvercu s krmarjem, ki je končal na četrtem mestu.